# FNaF 월드
《FNaF 월드》(FNaF World)는 스콧 코슨이 제작한 인디 롤플레잉 비디오 게임이다. 프레디의 피자가게 시리즈의 첫 공식 스핀오프이다. 이 게임은 2016년 1월 21일 마이크로소프트 윈도우용으로 출시되었으나 미완성된 게임플레이와 상당한 버그로 인해 좋지 않은 평가를 받았으며 궁극적으로 디지털 상점에서 게임이 철회되는 결과를 맞았다. 2016년 2월 8일 이 게임은 다시 업데이트되었으며 게임 졸트에서 무료로 프리웨어로 재출시되었다.

## 캐릭터
- 프레디 (Freddy)
- 보니 (Bonnie)
- 치카 (Chica)
- 폭시 (Foxy)
- 토이 보니 (Toy Bonnie)
- 토이 치카 (Toy Chica)
- 토이 프레디 (Toy Freddy)
- 맹글 (Mangle)
- 벌룬보이 (Balloon Boy)
- JJ (JJ)
- 팬텀 프레디 (Phantom Freddy)
- 팬텀 치카 (Phantom Chica)
- 팬텀 BB (Phantom BB)
- 팬텀 폭시 (Phantom Foxy)
- 팬텀 맹글 (Phantom Mangle)
- 구형 보니 (Withered Bonnie)
- 구형 치카 (Withered Chica)
- 구형 프레디 (Withered Freddy)
- 구형 폭시 (Withered Foxy)
- 섀도우 프레디 (Shadow Freddy)
- 마리오네트 (Marionette)
- 팬텀 마리오네트 (Phantom Marionette)
- 골든 프레디 (Golden Freddy)
- 종이 친구들 (Paperpals)
- 나이트메어 프레디 (Nightmare Freddy)
- 나이트메어 보니 (Nightmare Bonnie)
- 나이트메어 치카 (Nightmare Chica)
- 나이트메어 폭시 (Nightmare Foxy)
- 엔도 01 (Endo-01)
- 엔도 02 (Endo-02)
- 플러시트랩 (Plushtrap)
- 엔도플러시 (Endoplush)
- 스프링트랩 (Springtrap)
- 섀도우 보니 (RWQFSFASXC)
- 우는 아이 (Crying Child)
- 펀타임 폭시 (Funtime Foxy)
- 나이트메어 프레드베어 (Nightmare Fredbear)
- 나이트메어 (Nightmare)
- 프레드베어 (Fredbear)
- 스프링 보니 (Spring Bonnie)
- 잭 오 보니 (Jack-O-Bonnie)
- 잭 오 치카 (Jack-O-Chica)
- 애님듀드 (Animdude)
- 미스터 치퍼 (Mr.Chipper)
- 나이트메어 BB (Nightmare BB)
- 나이트마리오네 (Nightmarionne)